# 止血薬
止血薬（hemostatic agent）とは、血管壁や血小板、血液凝固系、線溶系に作用して止血を促す薬の総称である。
全身投与薬としてはカルバゾクロム（アドナ®など）やアドレノクロムモノアミノグアニジン（S・アドクノン®など）、トラネキサム酸（トランサミン®など）、ヘモコアグラーゼ（レプチラーゼ®）といった薬が知られている。また局所投与薬としてはトロンビンやアドレナリンなどが知られている。

## 分類
カルバゾクロム
1941年にDerouauxによって発見されたアドレナリンの酸化誘導体であるアドレノクロムが止血効果があると考えられていた。アドレノクロムと同様の効果と安定性をもたせた成分がカルバゾクロムやアドレノクロムモノアミノグアニジンである。カルバゾクロムやアドレノクロムモノアミノグアニジンは組織プラスミノーゲン活性化因子を減らし、毛細血管の透過性を減少させると考えられているが正確な作用機序はわかっていない。代表的なのがカルバゾクロム（アドナ®）である。1日90mg程度で用いられることが多い。
トラネキサム酸
トラネキサム酸はフィブリンに拮抗してプラスミノーゲンに結合して活性化を阻害することでフィブリン分解による出血を抑制する。抗プラスミン薬ともいわれている。血栓または塞栓性の疾患がある患者では慎重投与となる。感冒による咽頭痛を緩和する作用がある。トランサミン®が代表的である。1日750mgで用いられることが多いが添付文章では1日2500mgまで投与可能である。
ヘモコアグラーゼ
ヘビ毒から作られた酵素止血薬である。トロンビン様作用、トロンボプラスチン様作用によって止血作用をもたらす。血小板機能亢進作用もある。トロンビンとの併用は禁忌であり、トラネキサム酸の併用も慎重投与である。ゼラチンアレルギーでは用いることができない。レプチラーゼ®を1クロブスイツキー単位で点滴することが多い。